# Battaglia di Quiapo
La battaglia di Quiapo, nel corso della guerra di Arauco, fu il conflitto finale della campagna promossa da García Hurtado de Mendoza contro i Mapuche guidati dal toqui Lemucaguin o da Caupolicán il Giovane. Fu combattuta a Quiapo, Provincia di Arauco, Cile, il 13 dicembre 1558.